# Akropolis IF
 (mai 2020).
Si vous disposez d'ouvrages ou d'articles de référence ou si vous connaissez des sites web de qualité traitant du thème abordé ici, merci de compléter l'article en donnant les références utiles à sa vérifiabilité et en les liant à la section « Notes et références ».
Maillots
L'Akropolis IF était un club suédois de football basé dans la ville de Spånga (comté de Stockholm) fondé en 1968 et dissout en 2024.

## Histoire
L'Akropolis IF est fondé le en 1968 par des immigrés originaires de Grèce. L'Acropole d'Athènes figure sur le blason du club et ses couleurs (blanc et bleu) rappellent celles de l'équipe nationale de Grèce.
L'Akropolis IF accède pour la première fois à la Division 1 Norra en 2011 mais est relégué la saison suivante. Le club est à nouveau promu à l'issue de la saison 2014 de quatrième division. L'Akropolis IF se maintient pendant cinq saisons et termine premier du championnat à l'issue de la saison 2019, lui permettant d'accéder au Superettan en 2020 pour la première fois de son histoire.
Le club connait toutefois de graves problèmes financiers, peinant notamment à payer le salaire des joueurs en 2021. Le club est relégué en troisième division suédoise en décembre 2021 à l'issue de la saison et rétrogradé directement dans la foulée en quatrième division par la Fédération suédoise de football,.

## Palmarès
- Champion de Division 1 Norra
  - 2019